# Danmark A+B
Danmark A+B er en dansk film fra 1976 med instruktion og manuskript af Kristen Bjørnkjær.

## Handling
To filmfolk, A og B, skal i fællesskab lave en film om Danmark. Ved klippebordet kommer de op at skændes om, hvordan stoffet skal fremlægges, og hvad speakeren skal sige. Deres skænderi former sig som en duel på billeder. "Danmark A +B" fortæller noget om mediemanipulation, men er også et portræt af Danmark.